# Diastylis granulata
Diastylis granulata är en kräftdjursart som beskrevs av John Todd Zimmer 1921. Diastylis granulata ingår i släktet Diastylis och familjen Diastylidae. Inga underarter finns listade i Catalogue of Life.